# Einschaler
Die Einschaler (Monoplacophora), auch Urmützenschnecken oder Napfschaler genannt, kommen mit nur 27 Arten auf den Böden der Meere in Tiefen zwischen 170 und 6500 Metern vor. Fossil sind knapp 100 Arten beschrieben.
Sie besitzen, wie der griechische Name besagt, eine aus nur einem Stück bestehende flache Rückenschale, im Gegensatz zu den aus acht oder mehr Teilen bestehenden Schalen der Käferschnecken (Polyplacophora) und im Unterschied zu der aus zwei Klappen bestehenden Schale der Muscheln. Sie sind keine Napfschnecken, die zur Klasse der Schnecken gehören, sondern eine eigene Tierklasse.

## Systematik
Unter dem Namen Monoplacophora (Odhner in Wenz, 1940) wurde eine Gruppe verschiedener Weichtiere mit mützenförmigem Gehäuse zusammengefasst. Dies betraf vor allem die fossilen Vertreter, bei denen meist nur morphologische äußere Merkmale untersucht werden konnten. Die Gruppe stellte sich aber bald als polyphyletisch heraus. Dies führte bereits 1965 zum Versuch, den Namen Monoplacophora aufzugeben und durch den Namen Tergomya (Horný, 1965) zu ersetzen. Ein Teil der fossilen Monoplacophoren wurde 1991 als neue Klasse Helcionelloida abgetrennt. Heute wird unter der Klassenbezeichnung Monoplacophora ein Teil der Mollusken zusammengefasst, zu denen die rezente Ordnung Tryblidiida gehört, die mit zwei Familien, den Neopilinidae und den Micropilinidae, vertreten ist.
Gehäuse dieser Tiere waren fossil vom Kambrium bis zum Devon bereits gut bekannt, wurden allerdings den Schnecken (Gastropoda) zugeordnet. Im Jahr 1957 wurden die ersten der bis dahin für seit dem Devon ausgestorben gehaltenen Tiere aus einer Tiefe von 3570 Metern beschrieben. Die Art wurde wissenschaftlich Neopilina galatheae benannt, nach dem dänischen Forschungsschiff Galathea, das sie gefunden hatte. Der Gattungsname bezieht sich auf die fossile Gattung Pilina.

## Merkmale

### Gehäuse
Die Napfschaler gehören zu den Schalenweichtieren (Conchifera) und haben in vielerlei Hinsicht den ursprünglichen Bauplan mit einem einheitlichen Gehäuse beibehalten. Das Gehäuse ist napfförmig und nach vorne eingerollt. Fossile Formen können auch hochkonische Gehäuse aufweisen. Die Schale besteht bei den heutigen Formen aus Aragonit. Einige fossile Formen lagerten neben Aragonit jedoch auch Calcit in die Schale ein (Tryblidium).

### Weichteile
Das Gehäuse überdeckt den gesamten Körper des Tieres, der aus einem großen Fuß, einem Mundfeld und einer diese beiden Strukturen umgebenden Mantelrinne besteht.
In der Mantelrinne befinden sich je nach Art 3 bis 6 Paar sogenannter Kiemen, die aber vor allem der Erzeugung des Wasserstroms und weniger der Atmung dienen; auch einige andere Organe sind mehrfach paarig angelegt, besonders die Exkretionsorgane (Nephridialsäcke) und die Geschlechtsdrüsen (Gonaden). Typisch sind auch die acht Paare Dorsoventralmuskeln sowie ein Paar Radularetraktoren, die meist deutliche Marken an der Innenseite der Gehäuse hinterlassen und auch fossil gut nachzuweisen sind. Die Paarigkeit verschiedener Organe ist allerdings ziemlich sicher erst im Laufe der Evolution entstanden und stellt keinen Beweis für eine nahe Verwandtschaft mit den Ringelwürmern (Annelida) dar.
Die Neopilinidae besitzen ein offenes Blutgefäßsystem und ein gut entwickeltes Herz mit zwei Paar Herzvorkammern. Von der Herzkammer gehen zwei Aorten aus, die sich weiter vorne zu einer Aorta vereinigen. Ein Randsinus nimmt die von der Mantelrinne kommende mit Sauerstoff beladene Blutflüssigkeit (Hämolymphe) auf und führt sie in die je zwei Vorkammern des Herzens. Von dort fließt es in den Herzventrikel und dann in die zwei vom Herzen nach vorne verlaufenden Aorten, die sich in Kopfnähe wieder zu einer Aorta vereinigen und die Hämolymphe in den Körper ergießen. Über einen Fußsinus fließt die Blutflüssigkeit wieder zum Mantelraum. Die Micropilinidae besitzen kein Herz.
Bezüglich des Nervensystems besteht Tetraneurie, das heißt vom Schlundring gehen zwei paarige (= vier) Längsstränge aus, die durch seriale Konnektive miteinander verbunden sind. Sie haben jedoch keine echten Ganglien (Nervenknoten). Dies wird als der plesiomorphe Zustand innerhalb der Mollusken angesehen. Es sind jedoch deutliche Cerebralganglien und Buccalganglien im Kopfbereich ausgebildet. Außerdem ist noch ein Subradularganglion vorhanden. An Sinnesorganen sind vor allem die paarigen Statozysten zu erwähnen, Augen und Osphradien fehlen hingegen.
Ein Kiefer ist nur schwach entwickelt. Die Raspelzunge (Radula) hat 11 Zahnelemente pro Querreihe, die Lateralzähne sind durch Einlagerung von Ferritin gehärtet. Der Oesophagus der Neopilinidae zeigt enorme Erweiterungen, die bei Neopilina ursprünglich als „Dorsalcoelom“ missdeutet wurden. Der Magen besitzt einen Fermentstiel, der Darm ist mehrfach spiralig gewunden und mündet am Hinterende des Tieres zentral in die Mantelrinne.

## Lebensweise

### Ernährung
Alle heutigen Monoplacophora-Arten leben im tieferen Wasser der offenen Ozeane. Bisher wurden sie aus 174 m bis aus über 6000 m Wassertiefe gedredged. Vema lebt auf Phosphatknollen in etwa 174 bis 388 m Tiefe vor der Küste Südkaliforniens. Allerdings scheinen die paläozoischen Einplatter überwiegend in flachmarinen Bereichen gelebt zu haben.
Bei verschiedenen heutigen Arten wurde der Darminhalt analysiert. Er enthielt Detritus und Einzeller (Diatomeen, Radiolarien). Im Darminhalt einer anderen Art fanden sich Schwammnadeln und zerkleinerte Reste von Seeigelstacheln. Vermutlich weiden sie die Sedimentoberfläche ab und nehmen dabei Detritus und sonstige organische Reste, die dort liegen, auf.

### Vermehrung
Die meisten Tryblidia sind getrenntgeschlechtlich, über die Befruchtung und Entwicklung der Tiere ist allerdings nur sehr wenig bekannt. Die nur 0,9 mm lange Micropilina arntzi ist zwittrig und betreibt Brutpflege in ihrer Mantelrinne.

## Phylogenie
Die Einschaler werden von einigen Autoren immer noch als die Stammgruppe der Schalenweichtiere (Conchifera) angesehen. In dieser Auffassung wären die Einschaler allerdings paraphyletisch. Dieser Auffassung widerspricht jedoch die Beobachtung, dass die ersten unstrittigen Einschaler (mit mehreren paarigen Muskeleindrücken) erst ab dem Oberkambrium auftreten, während beispielsweise die ältesten Muscheln, ebenfalls eine Untergruppe der Schalenweichtiere, bereits im Unterkambrium erscheinen. In den meisten Klassifikationen werden die Einschaler als die Schwestergruppe der übrigen Klassen der rezenten Schalenweichtiere angesehen.

### Gattungen
Die Klasse umfasst derzeit (Februar 2010) an rezenten Vertretern eine Ordnung mit zwei Familien, wobei die Familie der Neopilinidae sieben Gattungen umfasst, die Familie der Micropilinidae nur eine Gattung. Die Unterscheidung der Gattungen und Arten wird hauptsächlich nach Schale, Radula, Kiemen- und Nephridienzahl sowie der Oraltentakel getroffen.
- Neopilinidae
  - Neopilina (Lemche, 1957), 3 Arten
  - Vema (Clarke & Menzies, 1959), 3 Arten
  - Laevipilina (McLean, 1979), 6 Arten
  - Monoplacophorus (Starobogatov, Moskalev & Filatova, 1983), 1 Art
  - Rokopella (Starobogatov & Moskalev, 1987), 6 Arten
  - Veleropilina (Starobogatov & Moskalev, 1987), 4 Arten
  - Adenopilina (Starobogatov & Moskalev, 1987), 1 Art
- Micropilinidae
  - Micropilina (Warén, 1989), 6 Arten